# أنصار الشريعة (اليمن)
جماعة أنصار الشريعة هي منظمة تتواجد جنوبي اليمن تشمل وحدات من جماعات متطرفة، بما في ذلك تنظيم القاعدة في جزيرة العرب. بعد معركة زنجبار في 2011، أعلنت أنصار الشريعة عدة إمارات في بعض مدن جنوب اليمن، وأعلن التنظيم مسئوليته عن تفجير صنعاء.
في 4 أكتوبر 2012 عدلت وزارة الخارجية الأمريكية قائمتها للمنظمات الإرهابية الأجنبية، حيث أدرجت «أنصار الشريعة» في اليمن، كأسم مستعار لتنظيم القاعدة في جزيرة العرب، بدلاً من إدراجها كمنظمة مستقلة. وفي نفس اليوم، أدرجت في لجنة الجزاءات المفروضة على القاعدة. وصنفتها نيوزيلندا جماعة إرهابية.
تفرع تنظيم أنصار الشريعة من تنظيم القاعدة في جزيرة العرب لقتال الحوثيين (أنصار الله).
في فبراير 2015 أفيد أن أعضاء من جماعة أنصار الشريعة والقاعدة أنشقوا عنهما تحت مسمى ولاية عدن أبين، وتعهدوا بالولاء لتنظيم الدولة الإسلامية (داعش).

## أعمال منسوبة
ينسب لهذا التنظيم القيام بأعمال ذبح وقتل دموية ضد أفراد الأمن اليمني والجنود والمدنيين الشماليين.

## ولايات
أعلن هذا التنظيم عن تأسيسه ولايات في الجزيرة العربية
- ولاية حضرموت.
- ولاية اليمن.
- ولاية الحجاز.
- ولاية نجد.
- ولاية البحرين.
- ولاية عمان